# 阿拉伯裔美國人
阿拉伯裔美國人（英語：Arab Americans，阿拉伯語：عَرَبٌ أَمْرِيكِيُّونَ），指具有阿拉伯血統的美國國民，被歸類為亞裔美國人，阿拉伯裔美國人來自於阿拉伯世界，主要是已歸化成為美國公民的阿拉伯裔及他們的後代。值得注意的是，阿拉伯裔美國人不包括與阿拉伯人分布地區相近或血緣關係相近的亞述人、柏柏人、猶太人、庫德人、科普特人，也不包含同為信仰伊斯蘭教的高加索民族、中亞各國人、俾路支人、土耳其人、波斯人。

## 人口
2010年美國人口普查數據：
| 來源地             | 2010年人口 | 2010年佔美國人口比例 |
| ------------------ | ---------- | -------------------- |
| 黎巴嫩             | 501,988    | 0.16%                |
| 埃及               | 190,078    | 0.06%                |
| 叙利亚             | 142,897    | 0.05%                |
| 伊拉克             | 105,981    | 0.03%                |
| 巴勒斯坦           | 93,438     | 0.03%                |
| 摩洛哥             | 82,073     | 0.03%                |
| 约旦               | 61,664     | 0.02%                |
| 葉門               | 29,358     | 0.01%                |
| 阿尔及利亚         | 14,716     | 0.00%                |
| 阿拉伯裔美國人總計 | 1,697,570  | 0.55%                |

註：此處的敘利亞不包括亞述人